# Донецький пікінерний полк
Донецький пікінерний (списовий) полк — поселенський легко кінний полк Російської армії озброєний списами (рос. піка), сформований переважно з українських козаків Полтавського полку за участі балканських пандурських підрозділів. Названий за місцем розселення — Сіверським Дінцем.

## Історія
Донецький пікінерний полк був сформований 1764 року того ж року коли була утворена Новоросійська губернія. Полк був поселений над Сіверським Дінцем. У Донецький полк увійшли 5 фортець колишньої Української лінії: Білевська, Прасковійська, Петрівська, Козловська і Ряжена і 5 сотень приєднаних з Малоросійської губернії: Нехворощанська сотня, Маяцька сотня, Царичанська сотня, Китайгородська сотня і Орельська сотня.
Адміністративно входив до складу Катерининської провінції Новоросійської губернії разом з Дніпровським полком і поселеннями Водолаг. Фортеця Донецького полку, Білевська була одночасно і центром Катерининської провінції Новоросійської губернії.
Роти Донецького полку: Білевська, Козловська, Ряжська, Нехворощанська, Маяцька, Китайгородська, Царичанська, Орлицька, Прасковійська і Петрівська.

## Повстання Дніпровського і Донецького полку 1769—70 року
Становище пікінерів погіршилося з початком Російсько-турецької війни 1768—1774. Пікінери повинні були брати участь безпосередньо у бойових діях, поставляти для російської армії коней, підводи, фураж, провіант.
Все це викликало велика незадоволення серед пікінерів, яке в жовтні 1769 переросло у повстання.
Почавшись у містечку Соколівці (тепер с. Правобережна Сокілка Кобеляцького району Полтавської області), незабаром поширилося на Китайгород, Нехвороща, Орлик, Маячку й Царичанку. Кількасот повстанців перейшло на територію Запорожжя і об'єднавшись із запорізькими козаками спільно чинили опір російським каральним загонам.
На початку 1770 повстання було придушене, а його керівники (Я. Головатий та інші) і учасники жорстоко покарані.

## Форма
Форма пікінера нагадував одяг українського козака і нагадував спрощену гусарську форму. Пікінери носили високі шапки, куртки-угорки, чакчири, прикрашені шнуром. Офіцери не носили списи. Після розформування Січі і сформування Полтавського і Херсонського полків з запорожців у 1776 році, форма пікінерів наблизилася до козацької: черкески, півкафтани, шаровари, чотирьохкутові шапки; а у офіцерів: білий кафтан, чакчири, капелюх.
Чверть роти складали піші стрільці озброєні фузіями. Решта кінних пікінерів були озброєні списами, шаблями, карабінами.
Пізніше Донецький полк перейменований у Катеринославський пікінерний полк і згодом, 1783 року, після захоплення Криму, разом з Дніпровським пікінерним полком, перетворений у Павлоградський легкокінний полк, що 1796 року був перейменований на Павлоградський гусарський полк.